# Cousances-lès-Triconville
Cousances-lès-Triconville är en kommun i departementet Meuse i regionen Grand Est (tidigare regionen Lorraine) i nordöstra Frankrike. Kommunen ligger i kantonen Commercy som tillhör arrondissementet Commercy. År 2022 hade Cousances-lès-Triconville 146 invånare.

## Befolkningsutveckling
Antalet invånare i kommunen Cousances-lès-Triconville
| Referens: INSEE |